# Portland Club (Verenigd Koninkrijk)
De Portland Club is een kaartvereniging uit Londen, Verenigd Koninkrijk, die bekendheid geniet als autoriteit in de spellen wiezen en bridge. De gentlemen's club heeft de reputatie de oudste bridgeclub ter wereld te zijn. De club werd in 1815 opgericht onder de naam Stratford Club en kreeg haar huidige naam in 1825. Het is gelokaliseerd op Brook Street 69, Londen, W1.